# Нючаяха (приток Ампуты)
Нючаяха (устар. Нюча-Яка) — река в России, протекает в Ханты-Мансийском автономном округе. Устье реки находится в 124 км по правому берегу реки Ампута. Длина реки — 35 км.
Высота устья — 88,2 м над уровнем моря.

## Данные водного реестра
По данным государственного водного реестра России относится к Верхнеобскому бассейновому округу, водохозяйственный участок реки — Обь от впадения реки Вах до города Нефтеюганск, речной подбассейн реки — Обь ниже Ваха до впадения Иртыша. Речной бассейн реки — (Верхняя) Обь до впадения Иртыша.
Код объекта в государственном водном реестре — 13011100112115200044031.